# 茅匏社
茅匏社（大武壠語：Terriverrivang、Terriverrivangan、Terrijverrrijvagangh）又稱為茅匏頭社、芋匏社、大年㕩、大離蚌，為一大武壠族小部落，原址位於今臺南市玉井區九層里芋匏、卓猴社東北方，地狹人少，人數約 20 戶，風俗與卓猴社相同。
翁佳音（2015）認為荷蘭文獻中所記的 Terriverrivang（或 Terriverrivangan、Terrijverrrijvagangh）即為茅匏社，亦為諸羅縣志（1717）與臺海使槎錄（1722）所記之大離蚌、大年㕩，位於目加溜灣社與大武壠社半路平地。

## 文獻記載
不同文獻對茅匏社的記名如下：
| 文獻                 | 作者             | 年代      | 社名                       |
| -------------------- | ---------------- | --------- | -------------------------- |
| 熱蘭遮城日誌         | -                | 1629-1662 | Terriverrivang             |
| 揆一長官巴城總督信函 | Frederick Coyett | 1636      | Terriverrivangan           |
| 諸羅縣志             | 周鍾瑄           | 1717      | 茅匏社、大離蚌             |
| 臺海使槎錄           | 黃叔璥           | 1722      | 茅匏頭社、大年㕩           |
| 雍正台灣輿圖         |                  | 1727      | 芋匏社                     |
| 重修臺灣縣志         | 王必昌           | 1752      | 芋匏社                     |
| 臺灣地名研究         | 安倍明義         | 1935      | 芋匏社（新化郡山上庄大社） |

1650年代末，部分大武壠社族人分別被勸令下山，遷居至臺南白河、東山一帶的哆囉嘓社（Dorcko），後來成為清代登錄於志冊上的「大武壠派社」，包括茅匏與噍吧哖兩社族人亦奉命遷居至目加溜灣社，但下山居住的大武壠族人多少有適應不良的問題。
康熙56年（1717）編著的《諸羅縣誌》記載茅匏等社「磴道峻折，溪澗深阻。番矬健嗜殺，雖內附，罕與諸番接，種山、射生以食」，顯示該社位處偏遠，習性好鬥，生活原始，且少與其他社人往來，和礁吧哖、木岡、內幽等社同附入合徵在大武壠社內。